# Alexander Leitch, Baron Leitch

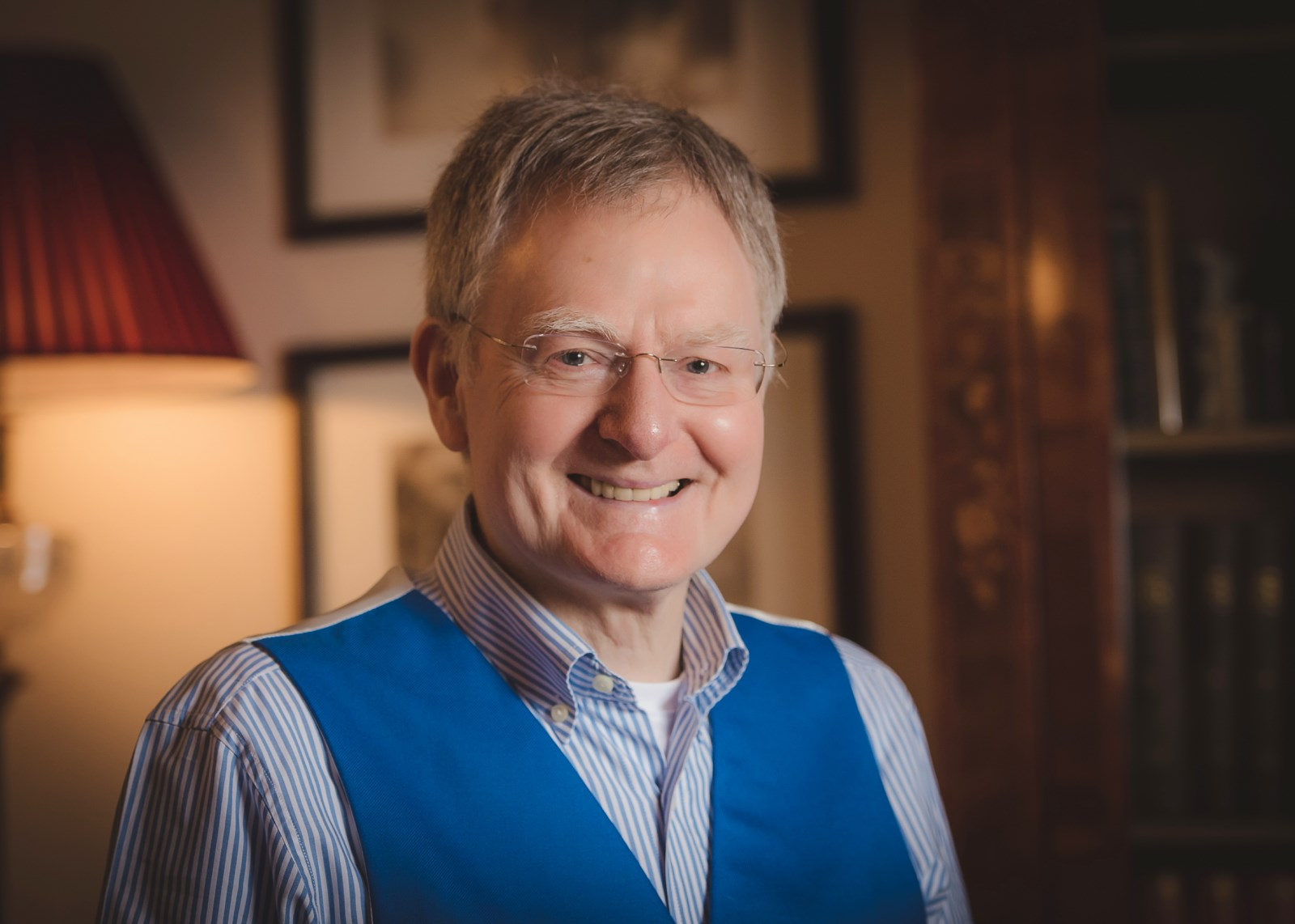
Alexander Leitch, Baron Leitch, 2015

Alexander „Sandy“ Park Leitch, Baron Leitch (* 20. Oktober 1947; † 4. Oktober 2024) war ein britischer Manager und Politiker der Labour Party, der seit 2004 als Life Peer Mitglied des House of Lords war.

## Leben

### Manager und Vorstandsvorsitzender von Unternehmen
Nach dem Schulbesuch wurde Leitch, der seit 1966 Mitglied der British Computer Society (BCS) war, 1969 Chefsystementwickler beim Versicherungsunternehmen National Mutual Life und wechselte 1971 zum Versicherer Hambro Life, bei dem er 1981 Vorstandsmitglied wurde. Nach der Übernahme durch Allied Dunbar plc wurde er dort 1988 erst Geschäftsführer, danach 1990 stellvertretender Vorstandsvorsitzender sowie 1993 Chief Executive Officer (CEO), ehe er von 1996 bis 1998 Vorstandsvorsitzender von Allied Dunbar Assurance plc sowie zugleich CEO von British American Financial Services Ltd, einem Tochterunternehmen von British American Tobacco, war. Zugleich war Leitch zwischen 1994 und 2003 Vorstandsvorsitzender der Dunbar Bank sowie von 1996 bis 2004 der Eagle Star Holdings plc und außerdem zeitgleich von Threadneedle Asset Management.
1998 erfolgte außerdem sein Wechsel als CEO zu Zurich Financial Services und bekleidete diese Funktion bis 2004. Daneben war er von 1998 bis 2000 Vorsitzender der Vereinigung britischer Versicherer (Association of British Insurers) und zwischen 1997 und 1998 Vorstandsmitglied von BAT Industries plc. In dieser Zeit war er von 1997 bis 2004 stellvertretender Vorsitzender der Unternehmerorganisation Business in the Community sowie zwischen 1999 und 2003 Trustee der National Gallery of Scotland und außerdem von 2000 bis 2004 Trustee des Philharmonia Orchestra.
Des Weiteren engagierte sich Leitch von 1999 bis 2000 als Vorsitzender der Wohlfahrtsorganisation SANE sowie zwischen 2000 und 2001 als Vorsitzender des Pensions Protection and Investment Accreditation Board sowie zeitgleich der Arbeitsgruppe für die von Premierminister Tony Blair eingeleitete New-Deal-Politik der Labour-Regierung.
Im Anschluss war Leitch, der 2001 den Prince of Wales Ambassador’s Award for Charitable Work verliehen bekam, zwischen 2001 und 2007 Vorsitzender des Runden Tisches für Nationale Beschäftigung (National Employment Panel). Seit 2002 fungierte er als Vize-Vorsitzender des Bildungsfonds des Commonwealth of Nations und wurde 2002 nicht nur Freeman von London, sondern auch Mitglied der Livery Company der Worshipful Company of Insurers. Außerdem fungierte er 2004 als Vizepräsident der Gesundheitsorganisation Care UK.

### Oberhausmitglied und weitere Funktionen in der Privatwirtschaft
Am 7. Juni 2004 wurde Leitch als Life Peer mit dem Titel Baron Leitch, of Oakley in Fife, in den britischen Adelsstand erhoben. Er wurde dadurch auf Lebenszeit Mitglied des House of Lords und schloss sich im Parlament der Fraktion der Labour Party an.
Lord Leitch, der von 2004 bis 2005 Vorsitzender der National Balance Charitable Foundation for Unclaimed Assets war und 2005 den nach ihm benannten Bericht über die Fähigkeiten Großbritanniens (Leitch Review of UK Skills) vorlegte, war seit 2005 Vorstandsvorsitzender von Intrinsic Financial Services und seit 2006 des Gesundheitsunternehmens Bupa sowie seit 2007 von Scottish Widows. Darüber hinaus war er seit 2005 Vorstandsmitglied von United Business Media und von Lloyds TSB sowie seit 2006 von Paternoster Press.